# Kitty & Knut
Kitty & Knut ist der Name eines Musikprojekts, das im Frühjahr 2007 als Folgeerscheinung des internationalen Medienrummels um den im Berliner Zoo geborenen Eisbären Knut entstand. Produziert wird es von den beiden Berlinern Erik McHoll und Andreas John.

## Hintergrund
Unter dem Eindruck des riesigen Medieninteresses an dem Schicksal des von seiner Mutter verstoßenen Jungbären schrieb McHoll einige Tage nach dessen Präsentation in der Öffentlichkeit binnen 30 Minuten das Kinderlied Knut, der kleine Eisbär. Zur Einspielung des Songs bat er die Großcousine seiner Freundin Kitty, eine neunjährige Schülerin aus dem Berliner Stadtteil Köpenick, um ihre Mitwirkung. Als die Produzenten Ende März das Lied auf Videoplattformen im Internet zum Ansehen anboten, löste es selbst einen Hype aus. Binnen weniger Tage wurde es über 50.000 Mal angeklickt.
Das Berliner Plattenlabel DEAG Music nahm den Song unter Vertrag und veröffentlichte ihn am 30. März 2007 als Single. Sie platzierte sich auf Anhieb in den deutschen und österreichischen Singlecharts.